# Euryliterna
Euryliterna is een geslacht van halfvleugeligen uit de familie schuimcicaden (Cercopidae). De wetenschappelijke naam van dit geslacht is voor het eerst geldig gepubliceerd in 1957 door Blöte.

## Soorten
Het geslacht Euryliterna  is monotypisch en omvat slechts de volgende soort:
- Euryliterna notata Blöte, 1957